# 索村
索村（法語：Sault，法語發音：[so]）是法国普罗旺斯-阿尔卑斯-蓝色海岸大区沃克吕兹省的一个市镇，属于卡庞特拉区。

## 地理
索村（44°5'28"N, 5°24'29"E）面积111.15 平方千米，位于法国普罗旺斯-阿尔卑斯-蓝色海岸大区沃克吕兹省，该省份为法国东南部内陆省份，北起德龙省，西北接阿尔代什省，西接加尔省，南至罗讷河口省，东南角与瓦尔省接壤，东临上普罗旺斯阿尔卑斯省。
与索村接壤的市镇（或旧市镇、城区）包括：欧雷勒、贝端、弗拉桑、利乌、莫尼约、圣克里斯托尔、圣萨蒂南莱萨普特、圣特里尼、圣雅克德内乌、维拉尔。

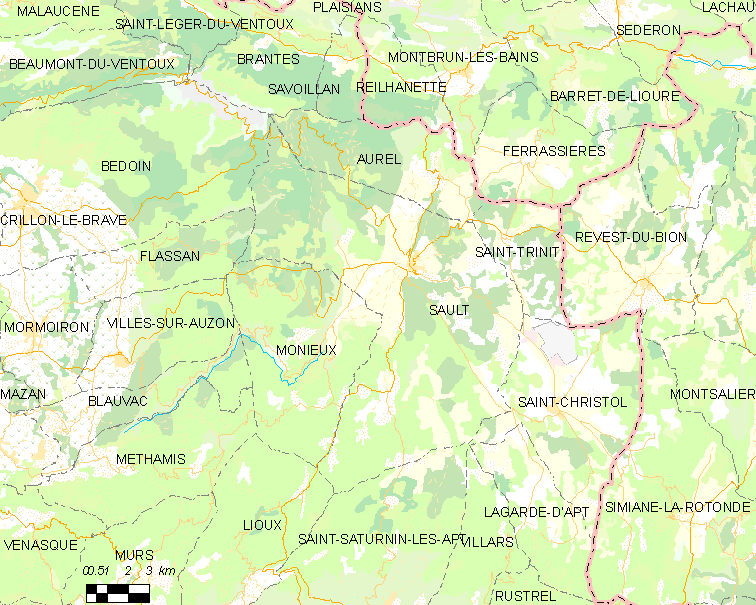
索村的OSM定位图

索村的时区为UTC+01:00、UTC+02:00（夏令时）。

## 行政
索村的邮政编码为84390，INSEE市镇编码为84123。

## 政治
索村所属的省级选区为佩尔讷莱方丹县。

## 人口

1962-2008年间索村人口变化图示

索村于2022年1月1日时的人口数量为1348人。